# 特克潘危地馬拉

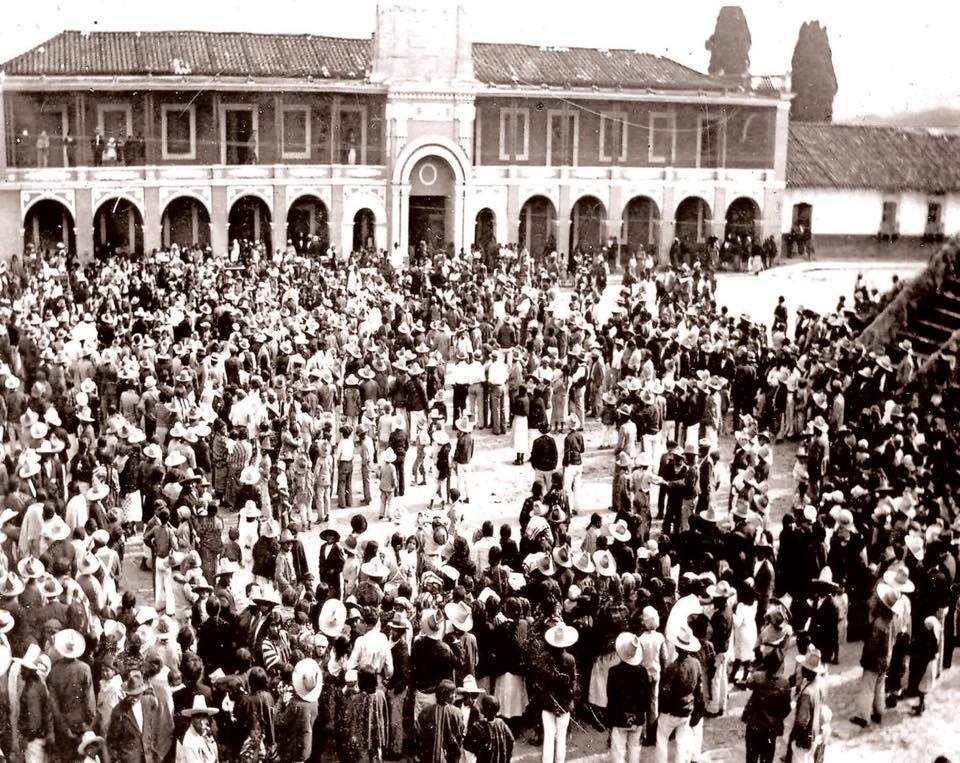
1893

特克潘危地馬拉（西班牙語：Tecpán），是危地馬拉的城鎮，位於該國中部，由奇馬爾特南戈省負責管轄，面積201平方公里，海拔高度2,260米，2002年人口59,859，人口密度每平方公里297.81人。